# Dreikirchen
Dreikirchen là một đô thị thuộc một ‘‘Verbandsgemeinde’’ - ở huyện Westerwald trong bang Rheinland-Pfalz, Đức. Đô thị Dreikirchen có diện tích 3,7 km².